# Bits of Noise 2
Bits of Noise 2 is het tweede verzamelalbum met daarop nummers van Nederlandse punkbands. De CD uitgave was een van meerdere do it yourself/non-profit initiatieven van het Westfries Radio Front (WRF) uit Obdam. WRF was een onafhankelijke piratenzender die driemaal had moeten sluiten door het ingrijpen van de Radio Controle Dienst. Doordat punkbands benefietconcerten organiseerden voor deze zender, besloot de zender om iets voor deze bands terug te doen en startten daarom een platenlabel. Zij brachten platen uit via Stichting De Wijde Wereld.

## Nummers
- 1  The Travoltas - A Night On The Town - 2:19
- 2   Gig - Evolution - 0:44
- 3   Catweazle - Look Ahead - 3:07
- 4   Burst  - Some Day - 2:22
- 5   Burst  - And Stop Being A Bore - 1:05
- 6   Boycot - The World Of Today - 1:18
- 7   Let's Get Hurt - Experimental - 1:38
- 8   Absconded - Statement - 2:32
- 9   Roggel - My Head - 2:51
- 10   Bullshit Propaganda - Boycot Bastards - 1:45
- 11   Zwaar Klote - Outsider - 3:21
- 12   Gig  - Do What You Want - 0:57
- 13   Plastic Pigshakers - Punky Brewster - 1:47
- 14   Disturbing Foresights - De Haag Bruis - 1:34
- 15   Past Hate - Break It Up - 2:52
- 16   Boycot - Protest - 1:24
- 17   Teenage Warning - Easier Said Than Done - 2:57
- 18   Funeral Oration  - Hard To The Core - 2:52
- 19   Bullshit Propaganda - Suburbs - 1:43
- 20   Pjurk - Dreams - 1:14
- 21   Pjurk - Bobby - 2:37
- 22   Roggel - Tuutah - 0:51
- 23   Gig  - Sick Of It All - 0:50
- 24   Mind Peak Surfers - Gangstershit - 3:29
- 25   Radical Retard - Johnny The Fly - 2:35
- 26   Lovebite - Go! - 2:48
- 27   P.O.E.P. - Nou Dat Weet Ik Nog Niet - 1:55
- 28   Brandend Zaad - Pubsong '95 - 1:45
- 29   Catweazle - Strijd - 3:20
- 30   Let's Get Hurt - Good Old Days - 1:53
- 31   Boycot - Fuck - 0:29
- 32   Plastic Pigshakers - Wrong Woman - 1:41
- 33   Gig  - We're All The Same - 0:59
- 34   Teenage Warning - Different Day - 2:15
- 35   Past Hate - Those Who Don't Belong - 2:19
- 36   Bullshit Propaganda - Mindrape - 0:13